# Shérif, fais-moi peur (film)
Cet article concerne l'adaptation cinématographique. Pour la série télévisée originale, voir Shérif, fais-moi peur.
Pour plus de détails, voir Fiche technique et Distribution.
Shérif, fais-moi peur (The Dukes of Hazzard) est un film américain réalisé par Jay Chandrasekhar sorti en 2005. Il s'agit de l'adaptation de la série télévisée du même nom.

## Synopsis
Bo et Luke Duke, deux cousins, barrent la route au corrompu Boss Hogg, qui tente de détruire leur ville pour en faire une mine de charbon à ciel ouvert.

## Fiche technique
- Titre original : The Dukes of Hazzard
- Titre français : Shérif, fais-moi peur
- Réalisation : Jay Chandrasekhar
- Scénario : Jay Chandrasekhar et John O'Brien
- Production : Bill Gerber
- Pays de production :  États-Unis
- Langue : Anglais
- Genre : Comédie d'action
- Durée : 104 minutes
- Dates de sortie : 
  - États-Unis / Canada : 5 août 2005
  - France : 24 août 2005
- Classification : États-Unis : PG-13 ; France : Tous publics

## Distribution
- Seann William Scott (VF : Jérôme Pauwels ; VQ : Patrice Dubois) : Bo Duke
- Johnny Knoxville (VF : Alexis Victor ; VQ : Martin Watier) : Luke Duke
- Jessica Simpson (VF : Laura Blanc ; VQ : Catherine Bonneau) : Daisy Duke
- Willie Nelson (VF : Yves Beneyton ; VQ : Claude Préfontaine) : oncle Jesse
- Burt Reynolds (VF : Marc Cassot ; VQ : Vincent Davy) : Boss Hogg
- M. C. Gainey (VF : François Siener ; VQ : Jean-Marie Moncelet) : le shérif Rosco P. Coltrane
- Joe Don Baker (VF : Claude Brosset ; VQ : Benoît Marleau) : le gouverneur Applewhite
- Lynda Carter (VF : Mireille Delcroix ; VQ : Isabelle Miquelon) : Pauline
- Alice Greczyn (VF : Sabrina Leurquin) : Laurie
- Nikki Griffin (VF : Alexandra Garijo) : Katie Johnson
- Alicen Holden : Allison
- Henry Jaderlund : Wayne
- Jacqui Maxwell (VF : Élisabeth Ventura) : Annette
- Jack Polick : le shérif-adjoint Cletus Hogg
- James Roday (VF : Philippe Valmont ; VQ : Antoine Durand) : Billy Prickett
- Michael Roof (en) (VF : Frédéric Popovic) : Dil Driscoll
- Michael Weston (VF : Mark Lesser) : Enos Strate
- Barry Corbin (VF : Philippe Dumat) : M. Pullman (non crédité)
- Paul Soter : Rick Shakely
- David Koechner (VQ : Tristan Harvey) : Cooter
- David Leitch : Puncher

Référence VQ : Doublage Québec[Quoi ?]

## Bande originale
- Good Ol' Boys (Waylon Jennings) – Waylon Jennings
- Duelin' Banjos (Arthur Smith)
- Mississippi Queen (David Rea / Felix Pappalardi / Laurence Laing / Leslie West) – Mountain
- Shoot to Thrill (Angus Young / Malcolm Young / Brian Johnson) – AC/DC
- Black Betty (Huddie Ledbetter) – Ram Jam
- Funk #49 (Jim Fox / Dale Peters / Joe Walsh) – James Gang
- Flirtin' with Disaster (Danny Joe Brown / David Lawrence Hlubek / Banner Harvey Thomas) – Molly Hatchet
- La Grange (Billy Gibbons / Dusty Hill / Frank Beard) – ZZ Top
- Good Ol' Boys (Waylon Jennings) – Willie Nelson
- These Boots Are Made for Walkin' (Lee Hazlewood) – Jessica Simpson
- Guitar Man (Jerry Reed) – Jerry Reed
- One Way Out (Elmore James / Marshall Sehorn / Sonny Boy Williamson) – The Allman Brothers Band
- Hey Yeah (Jimmie Vaughan / Paul Henry Ray) – Jimmie Vaughan
- Better Watch Yourself (Bo Diddley) – Bo Diddley
- Roosevelt / Ira Lee (Night of the Mossacin) (Tony Joe White) – Tony Joe White
- Call Me the Breeze (J.J. Cale) – Lynyrd Skynyrd
- I Don't Do Windows (Hank Cochran) – Hank Cochran
- Busted in Baylor County (Leroy Powell / Shooter Jennings) – Shooter Jennings
- All Out of Love (Clive Davis / Graham Russell) – Air Supply
- My Wife Thinks You're Dead (Junior Brown) – Junior Brown
- The South's Gonna Do It (Charlie Daniels) – The Charlie Daniels Band
- Hillbilly Shoes (Mike Geiger / Woody Mullis / Michael Huffman) – Montgomery Gentry
- Burn It Off (Blues Explosion) – Blues Explosion
- Rockin' Chair (Willie Clarke / Clarence Reid) – Gwen McCrae
- Do It (Til You're Satisfied) (Billy Nichols) – B.T. Express
- Automatic (Axel Hirn / Michael Madden) – Noiseshaper
- Oh What a Feeling (Winston 'Pipe' Matthews) – Wailing Souls
- Change My Mind (Paul Brown / Matthew Smith / Ryan Spendlove / Ritchie Townend) – The Blueskins
- If You Want Blood You Got It (Angus Young / Malcolm Young / Bon Scott) – AC/DC
- Soul City (Rick Miller) – Southern Culture on the Skids

## Distinctions

### Nominations
En 2006, le film a été nommé six fois lors de la 26e cérémonie des Razzie Awards dans les catégories « pire film », « pire second rôle masculin » (pour Burt Reynolds), « pire second rôle féminin » (pour Jessica Simpson), « pire réalisateur », « pire remake ou suite » et « pire scénario » sans toutefois remporter aucun trophée.